# Comandante en jefe del Ejército de Uruguay
El Comandante en Jefe del Ejército  es el máximo jerarca dentro del Ejército Nacional de Uruguay, que depende del mando superior compuesto por el presidente de la República actuando con el ministro de Defensa Nacional, o en Consejo de Ministros.

## Organización

### Cargo
El Comando General está dirigido por el Comandante en Jefe del Ejército, quien es asistido por un Estado Mayor.
El Comandante en Jefe del Ejército es designado por el Poder Ejecutivo entre los Oficiales Generales de la Fuerza. Quien haya sido designado como tal ostentará automáticamente el rango de General del Ejército. Cada General del Ejército podrá permanecer en actividad hasta cinco años contados desde la promoción a dicho rango y hasta ocho años desde el ascenso a Oficial General. Según la Ley Orgánica Militar anterior, los Comandantes en Jefe duraban en su cargo no más de cuatro años. Tras el cese en el cargo de Comandante en Jefe supondrá necesariamente el pase a retiro obligatorio, a menos que sea designado como Jefe del Estado Mayor de la Defensa.
En caso de darse una vacancia definitiva del cargo, este será suplido de forma automática por el Oficial General en servicio activo más antiguo de la Fuerza hasta tanto el Poder Ejecutivo no designe administrativamente su reemplazo. De darse vacancia temporal, provisoriamente subrogará en sus funciones el Oficial General en servicio activo más antiguo en la estructura orgánica y que ejerza mando.

### Dependencias
Dependen directamente del Comandante en Jefe del Ejército las Divisiones de Ejército, las Escuelas e Institutos de instrucción o capacitación militar (Liceos Militares, Escuela Militar, Escuela de Armas y Servicios, IMES), las unidades de la Reserva del Ejército, los Servicios de Ejército y los Órganos de Calificación.
El Despacho del Comandante en Jefe del Ejército se compone del Estado Mayor Personal, la Secretaría y la Ayudantía.

## Objetivos
Según la Ley Orgánica del Ejército, las misiones del Comandante en Jefe del Ejército son comandar al Ejército Nacional para el cumplimiento de sus misiones y tareas, asesorar y proponer al mando superior medidas para mejorar la estructura y empleo del Ejército.

## Tareas
- Designación de destino o comisión de servicio en unidades militares, otras dependencias del Ministerio de Defensa Nacional o de otros órganos del Estado, por resolución, hasta el grado de Teniente Coronel para prestar servicios dentro de la Fuerza. En el caso del personal subalterno, también para prestar servicios dentro de la Fuerza.[1]
- Calificación del desempeño de Oficiales que por razones funcionales dependan de una autoridad civil o de otro Oficial no facultado para calificar.[1]
- Disponer la baja como sanción para el personal subalterno por falta muy grave en virtud de la potestad disciplinaria o por penas impuestas por la justicia militar.[1][2]
- Determinar los grados exigidos a los Oficiales para acceder a ciertos cargos de dirección que no hubiesen sido determinados por la normativa legal.[3]
- Conferir ascensos a Sargento de primera y Suboficial mayor del personal subalterno.[3]

## Titulares
A continuación se enumeran los últimos comandantes en jefe del Ejército:
| Rango                | Nombre                 | Periodo               | Periodo               | Periodo                  |                      |
| Rango                | Nombre                 | Inicio                | Fin                   | Duración                 | Refs.                |
| -------------------- | ---------------------- | --------------------- | --------------------- | ------------------------ | -------------------- |
| General              | José Verocay           | 1973                  | 1973                  |                          |                      |
| General              | Hugo Chiappe Posse     | 1973                  | 1974                  |                          |                      |
| Teniente General     | Julio César Vadora     | 1974                  | 1978                  |                          | [ 4 ]                |
| Teniente General     | Gregorio Álvarez       | 1978                  | 1979                  |                          | [ 5 ]                |
| Teniente General     | Luis Vicente Queirolo  | 1979                  | 1982                  |                          |                      |
| Teniente General     | Boscán Hontou          | 1982                  | 1984                  |                          |                      |
| Teniente General     | Pedro J. Aranco        | 1984                  | 1984                  |                          |                      |
| Teniente General     | Hugo Medina            | 1984                  | 1987                  |                          |                      |
| Teniente General     | Carlos Berois          | 1987                  | 1990                  |                          |                      |
| Teniente General     | Guillermo de Nava      | 1990                  | 1992                  |                          |                      |
| Teniente General     | Juan Modesto Rebollo   | 1992                  | 1993                  |                          |                      |
| Teniente General     | Daniel García          | 1993                  | 1995                  |                          |                      |
| Teniente General     | Juan Curutchet         | 1995                  | 1996                  |                          |                      |
| Teniente General     | Raúl Mermot            | 1996                  | 1998                  |                          |                      |
| Teniente General     | Fernán Amado           | 1998                  | 1999                  |                          |                      |
| Teniente General     | Juan Geymonat          | 1° de febrero de 1999 | 16 de enero de 2001   |                          |                      |
| Teniente General     | Carlos Daners          | 16 de enero de 2001   | 1° de febrero de 2004 |                          |                      |
| Teniente General     | Santiago Pomoli        | 1° de febrero de 2004 | 1° de febrero de 2005 |                          |                      |
| Teniente General     | Ángel Bertolotti       | 1° de febrero de 2005 | 1° de febrero de 2006 |                          |                      |
| Teniente General     | Carlos Díaz Moussampés | 1° de febrero de 2006 | 30 de octubre de 2006 |                          |                      |
| Teniente General     | Jorge Rosales          | 30 de octubre de 2006 | 31 de octubre de 2011 | 5 años y 1 día           | [ 6 ] [ 7 ]          |
| General del Ejército | Pedro Aguerre          | 31 de octubre de 2011 | 31 de enero de 2014   | 2 años y 3 meses         | [ 7 ] [ 8 ]          |
| General del Ejército | Juan Villagrán         | 1 de febrero de 2014  | 31 de enero de 2015   | 11 meses y 30 días       | [ 8 ] [ 9 ]          |
| General del Ejército | Guido Manini Ríos      | 1 de febrero de 2015  | 12 de marzo de 2019   | 4 años, 1 mes y 11 días  | [ 9 ] [ 10 ]         |
| General del Ejército | José González Spalatto | 18 de marzo de 2019   | 1 de abril de 2019    | 14 días                  | [ 11 ] [ 12 ] [ 13 ] |
| General del Ejército | Claudio Feola          | 8 de abril de 2019    | 1 de marzo de 2020    | 10 meses y 23 días       | [ 14 ] [ 15 ] [ 16 ] |
| General del Ejército | Gerardo Fregossi       | 4 de marzo de 2020    | 31 de enero de 2023   | 5 años, 3 meses y 6 días | [ 17 ] [ 18 ]        |
| General del Ejército | Mario Stevenazzi       | 1 de febrero de 2023  | en el cargo           | 2 años, 4 meses y 9 días | [ 19 ]               |